# Limburg (Adelsgeschlecht)

Wappen Johanns II. nach dem Wapenboek Gelre / Wappenbuch des Herzogtum Geldern (1370–1414)

Das Haus Limburg (auch Isenburg-Limburg) war ein etwa 150 Jahre lang im 13. und 14. Jahrhundert in Limburg an der Lahn regierendes Adelsgeschlecht, eine Seitenlinie des Geschlechts der Grafen von Isenburg. Sitz der Herren von Limburg war die Burg Limburg. Der größte Teil des heutigen Baubestandes wurde von ihnen errichtet. Grablage der Familie war das von ihnen 1232 gegründete Franziskanerkloster in Limburg, die heutige Stadtkirche. Aus dem Haus Limburg entstammten auch mehrere Kanoniker in Köln und Trier. Außer zum Haus Isenburg bestanden verwandtschaftliche Beziehungen auch zu den Häusern Nassau und Westerburg. 

## Geschichte
Das Haus Limburg entstand mit der Erbteilung zwischen Gerlach I. und Heinrich II. von Isenburg am 22. Mai 1258. Gerlach, der sich bereits seit 1247 Herr von Limburg nannte, erhielt den alleinigen Besitz der Stadt Limburg. Die Herrschaft Limburg war erst zwischen 1219 und 1221, als Erbe des im Mannesstamm ausgestorbenen Hauses Leiningen, an das Haus Isenburg gefallen.  
Lehnsherren der Herrschaft Limburg waren die Landgrafen von Hessen, der Erzbischof von Mainz und das Heilige Römische Reich zu je einem Drittel. Kern der Herrschaft waren die Stadt Limburg und die Vogtei über das Limburger St. Georgs-Stift. Weiterhin umfasste die Herrschaft die Dörfer Neesbach, Elz, Oberbrechen, Werschau, die Zente Werode und die Herrschaft Cleeberg mit den Orten Cleeberg, Brandoberndorf, Oberkleen und Ebergöns sowie Anteile an Schaumburg. Die Herrschaft Cleeberg und der Anteil an der Schaumburg gingen jedoch durch Verwendung als Mitgift verloren.

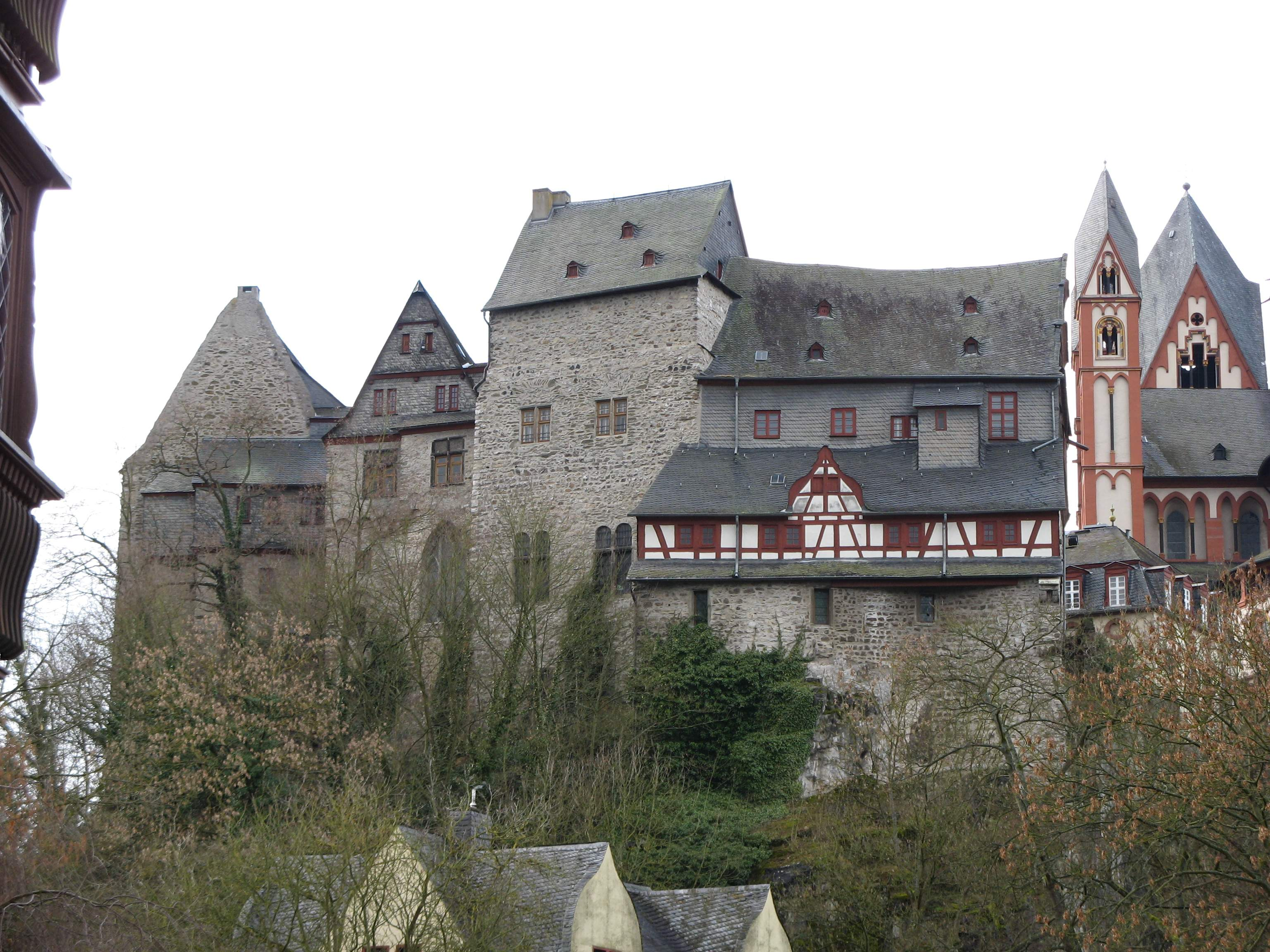
Die Burg Limburg war Residenz der Herren von Limburg

Das Verhältnis der Herren von Limburg mit der Bürgerschaft der Stadt war gespannt. Im Jahr 1279 vertrieben die Bürger Gerlach I. von Limburg aus der Stadt. Erst nach Verhandlungen konnte er in seine Burg zurückkehren, musste jedoch der Bürgerschaft weit reichende Freiheiten zubilligen. 
Im Jahr 1288 beteiligte sich Gerlach I. gemeinsam mit Nassau und Westerburg an der Schlacht von Worringen auf der Seite des Kölner Erzbischofs Siegfried von Westerburg.
Die Dynasten des Hauses Limburg waren für die deutschen Könige tätig. Insbesondere Johann I. von Limburg wirkte zwischen 1292 und 1298 für seinen Schwager, König Adolf von Nassau, der mit Johanns Schwester Imagina von Limburg verheiratet war. Trotz seiner Teilnahme an der Schlacht bei Göllheim auf Seiten König Adolfs konnte er die Gunst von König Albrecht von Österreich erlangen.
Unter Gerlach II. erreichte die Stadt Limburg ihre höchste mittelalterliche Blüte. Der Chronist Tilemann Elhen von Wolfhagen schreibt in seiner Limburger Chronik vor 1402, dass die Stadt vor der Pest über 2.000 waffenfähige Bürger aufbieten konnte. Gerlach ließ die steinerne Lahnbrücke errichten und legte Vororte vor dem Diezer Tor, dem Frankfurter Tor und in der Brückenvorstadt an. Mit dem Stadtbrand 1342 und der ersten Pestwelle 1349 begann jedoch der wirtschaftliche Niedergang. Die Herrschaft wurde ab 1344 schrittweise an die Erzbischöfe von Trier verpfändet.

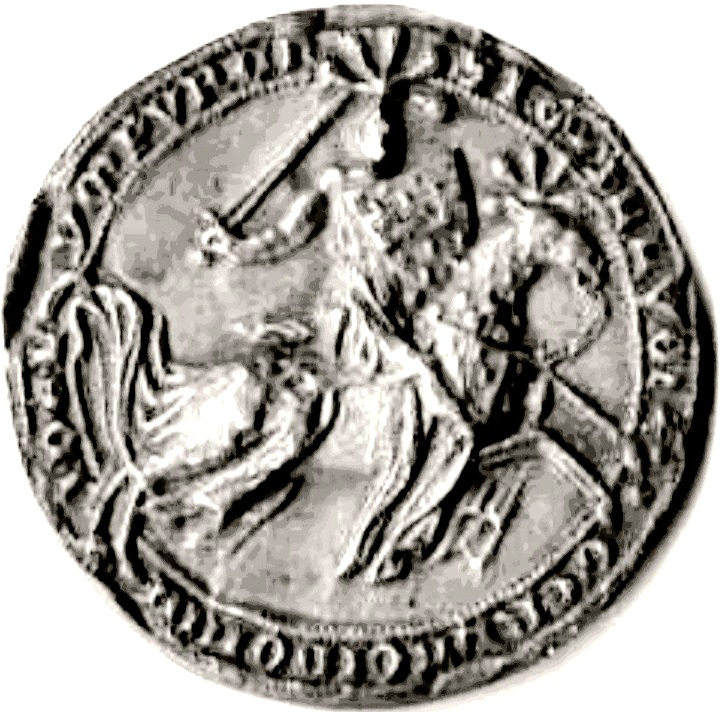
Reitersiegel des Gerlach von Limburg, 1345

Im Jahr 1365 starb Gerlach III. ohne männliche Erben an der Pest. Mit Genehmigung von Papst Urban V. durfte sein Bruder Johann das Amt des Dompropstes von Trier niederlegen und als Johann II. die Herrschaft Limburg übernehmen. Mit dem Tod von Johann II. im Jahr 1406 war der letzte männliche Vertreter des Hauses Limburg gestorben. Dem Erzbistum Trier gelang es, die Stadt und Herrschaft endgültig zu übernehmen.

## Dynasten
- Gerlach I. * 1227; Regent ab 1258, † Januar 1289
- Johann I. Der Blinde Herr, Regent ab 1289, † 29. September 1312
- Gerlach II. der Ältere, Regent ab 1312, † 14. April 1355
- Gerlach III. der Jüngere, Regent ab 1355, † 1365
- Johann II., Regent ab 1365, † 1406

Siehe auch: Stammliste des Hauses Isenburg

## Abgrenzung zu gleichnamigen Geschlechtern
Das Geschlecht der Herren von Limburg aus Limburg an der Lahn ist nicht zu verwechseln mit den aus Limburg an der Maas stammenden Grafen und späteren Herzögen von Limburg, nach denen die heutigen Provinzen Limburg in Belgien und Limburg in den Niederlanden benannt sind. Ferner benannte sich nach den Herzögen ein in weiblicher Linie von ihnen abstammender Zweig der Grafen von Berg, die westfälischen Grafen von Limburg auf Hohenlimburg (und die Zweige Limburg-Stirum und Limburg-Broich). Zum niederländischen Herzogs- und zum westfälischen Grafenhaus bestanden keine verwandtschaftlichen Verbindungen.